# Logi Geirsson
Logi Geirsson, islandski rokometaš, * 10. oktober 1982.
Leta 2008 je na poletnih olimpijskih igrah v Pekingu v sestavi islandske reprezentance osvojil bronasto medaljo.